# Fantastic Television
Fantastic Television Limited (奇妙電視有限公司T) è una società commerciale di radiodiffusione televisiva in chiaro a Hong Kong di proprietà di i-Cable Communications, che possiede anche Hong Kong Cable Television (TV via cavo). Fantastic Television attinge risorse e librerie di programmazione dalla Cable TV.